# Meerhout
Meerhout is een gemeente in de Belgische provincie Antwerpen. De gemeente behoort tot het kieskanton en het gerechtelijk kanton Mol.

## Geschiedenis
De plaats is gelegen aan de Grote Nete. In 742 werd de plaats voor het eerst vermeld als Maereholt. Op 5, 11 en 22 november 1798 vond in het kader van de Boerenkrijg de Veldslagen bij Meerhout plaats, waarbij in de derde slag meer dan 200 brigands sneuvelden.

## Geografie

### Kernen
Binnen de gemeentegrenzen liggen de volgende woonkernen/-wijken: Meerhout-centrum, Berg, Zittaart en Gestel.
Op de grens met de gemeente Balen liggen bij Hulsen de kleine gehuchten Lil en Grees.

## Bezienswaardigheden

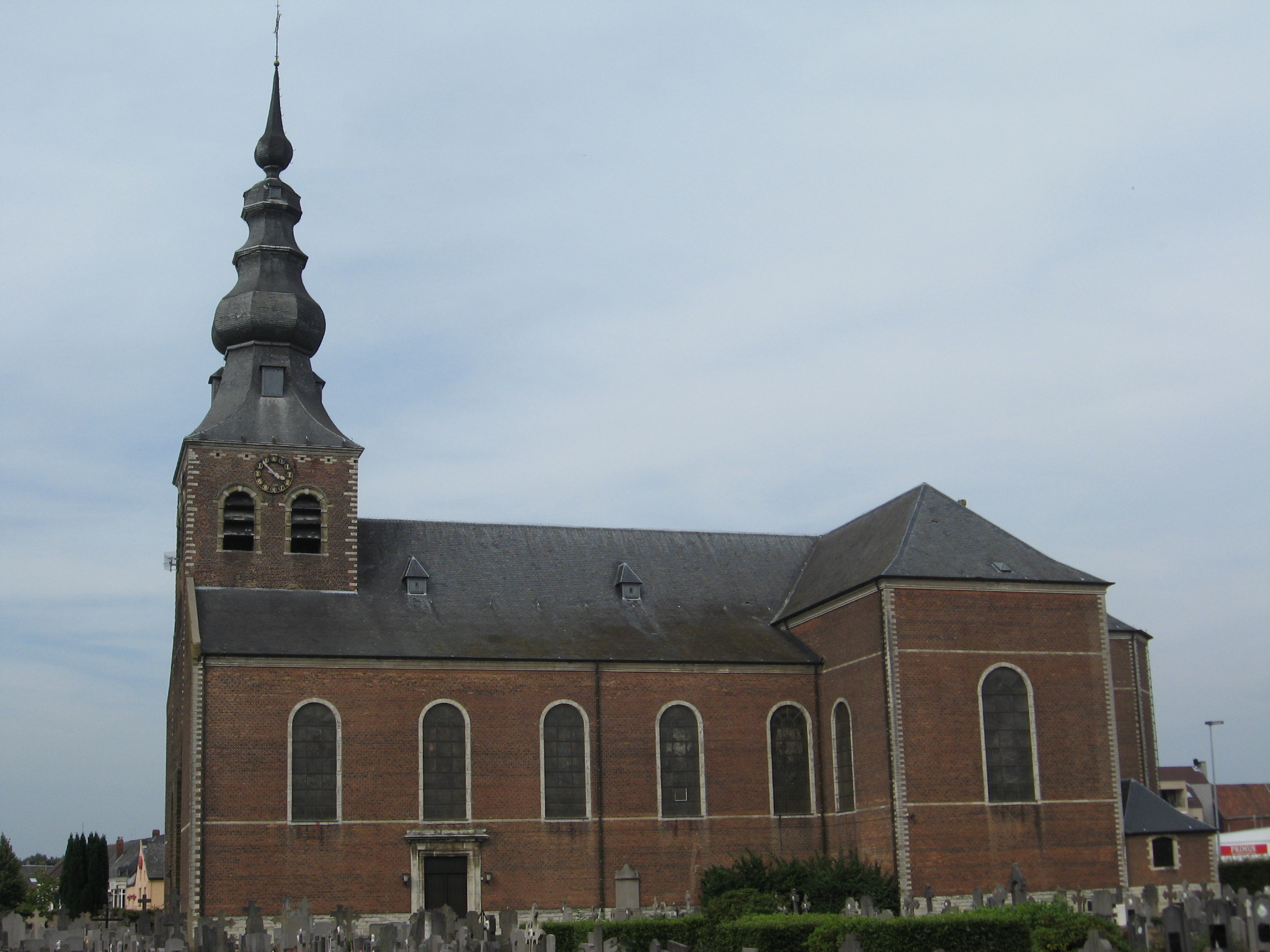
Sint-Trudokerk

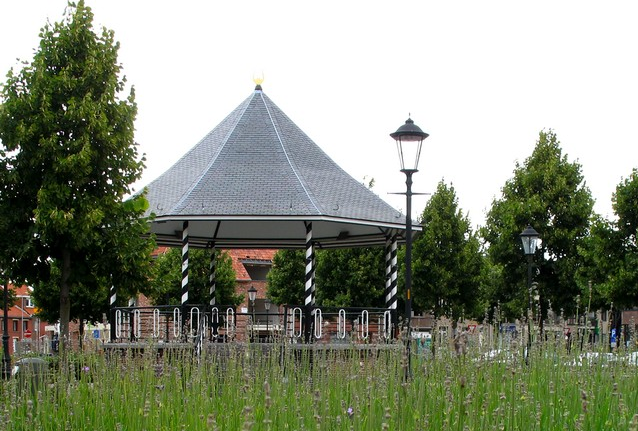
Marktplein van Meerhout

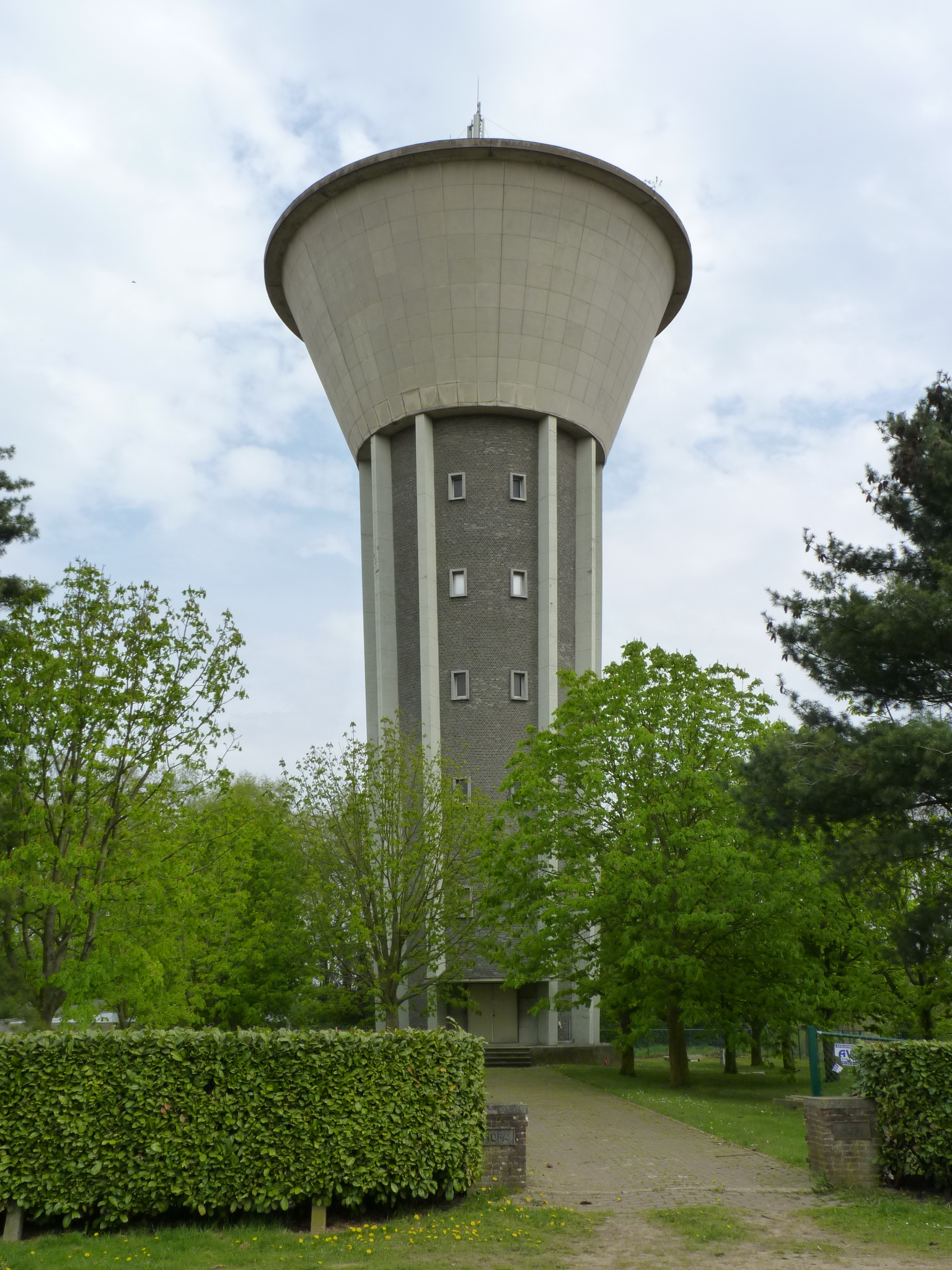
Watertoren

- De Sint-Trudokerk, gebouwd in opdracht van het Klooster van Maagdendaal te Oplinter. Hierdoor verplaatste de kern van Meerhout zich van Genenbroek naar de huidige Markt. In 1679 werd de kerk vernield bij een dorpsbrand en in barokke stijl herbouwd. Deze kerk heeft een barokke toren uit 1680 met een mooie spits. Het onderste deel van de toren is Romaans uit ongeveer 1100 en hiervoor is ijzerzandsteen toegepast. Het middendeel is uit ongeveer 1400. Het schip met kruisbeuk is vergroot in 1776, uitgebrand in 1940 en hersteld in 1949. Vanaf 1947 zijn er weer twee barokke altaren, en koorgestoelten, orgelkast en doksaal uit 1776 in dezelfde stijl, afkomstig van de kerk van Westmeerbeek. Het moderne interieur is ontworpen door C. Colruyt. Er zijn enkele oudere beelden, zoals een gepolychromeerde Onze-Lieve-Vrouw met kind (16e-17e eeuw), een Barbarabeeld en een kruisbeeld uit het einde van de 17e of begin18e eeuw. Om de kerk bevindt zich een begraafplaats.
- De Sint-Jozefskerk te Berg.
- Het Marktplein
- Het Monument van de Boerenkrijg, uit 1898, door J. Kockerols en Frans Deckers, dat een engel toont en een graftombe bevat waarin sinds 1948 de overblijfselen rusten van de brigands die in 1798 zijn gesneuveld. Deze lagen oorspronkelijk op de begraafplaats, alwaar zich nog een grasheuvel met smeedijzeren kruis bevindt.
- Gemeentehuis aan Pastoor Van Haechtplein 1, bestaande uit het Drossaardshuis (1720-1723) en het Koning Davidshuis uit 1620. Tijdens de Boerenkrijg huisde hier de Franse overheid. De panden zijn in de 19e eeuw als smidse gebruikt en later als hotel. In 1934-1935 werden ze gerestaureerd, waarbij tal van details uit het oorspronkelijke interieur tevoorschijn kwamen, waaronder muurschilderingen. Tegenwoordig is het complex in gebruik als gemeentehuis.
- De Heilig Grafkapel
- De Onze-Lieve-Vrouw van Opstalkapel
- De Meerhoutse Watermolen op de Grote Nete.
- De Sint-Elisabetkapel in het plaatsje Lil ten noorden van Meerhout. Deze veldkapel aan de Brigandstraat stamt uit 1527 en werd vergroot in de 18e eeuw. Het was eertijds een bedevaartsoord, en volgens de volksoverlevering was het een melaatsenkapel. In 1975 werd deze kapel gerestaureerd.
- Bevrijdingsmonument
- Het Kasteel van de Roye-de Menten de Horne
- Eeuwfeestboom uit 1930 ter herdenking van de Belgische onafhankelijkheid

## Natuur en landschap
Meerhout ligt nabij de vallei van de Grote Nete op een hoogte van 20-35 meter, in de Antwerpse Kempen. In het zuiden loopt de Halfwegloop. De bodem is zandig. Natuurgebieden zijn De Rammelaars en het Natura 2000-gebied Bovenloop van de Grote Nete met Zammelsbroek, Langdonken en Goor. De vernieuwde Watermolen fungeert als de toegangspoort tot het natuurpark Grote Netewoud.

## Demografie

### Demografische ontwikkeling
- Bronnen:NIS, Opm:1806 tot en met 1981=volkstellingen; 1990 en later= inwonertal op 1 januari

| Inwoners van jaar tot jaar op 1 januari 1992 tot heden | Inwoners van jaar tot jaar op 1 januari 1992 tot heden | Inwoners van jaar tot jaar op 1 januari 1992 tot heden |
| jaar                                                   | Aantal                                                 | Evolutie: 1992=index 100                               |
| ------------------------------------------------------ | ------------------------------------------------------ | ------------------------------------------------------ |
| 1992                                                   | 9.138                                                  | 100,0                                                  |
| 1993                                                   | 9.197                                                  | 100,6                                                  |
| 1994                                                   | 9.169                                                  | 100,3                                                  |
| 1995                                                   | 9.190                                                  | 100,6                                                  |
| 1996                                                   | 9.249                                                  | 101,2                                                  |
| 1997                                                   | 9.268                                                  | 101,4                                                  |
| 1998                                                   | 9.221                                                  | 100,9                                                  |
| 1999                                                   | 9.184                                                  | 100,5                                                  |
| 2000                                                   | 9.192                                                  | 100,6                                                  |
| 2001                                                   | 9.204                                                  | 100,7                                                  |
| 2002                                                   | 9.239                                                  | 101,1                                                  |
| 2003                                                   | 9.276                                                  | 101,5                                                  |
| 2004                                                   | 9.279                                                  | 101,5                                                  |
| 2005                                                   | 9.317                                                  | 102,0                                                  |
| 2006                                                   | 9.361                                                  | 102,4                                                  |
| 2007                                                   | 9.463                                                  | 103,6                                                  |
| 2008                                                   | 9.579                                                  | 104,8                                                  |
| 2009                                                   | 9.661                                                  | 105,7                                                  |
| 2010                                                   | 9.725                                                  | 106,4                                                  |
| 2011                                                   | 9.803                                                  | 107,3                                                  |
| 2012                                                   | 9.913                                                  | 108,5                                                  |
| 2013                                                   | 9.961                                                  | 109,0                                                  |
| 2014                                                   | 10.086                                                 | 110,4                                                  |
| 2015                                                   | 10.190                                                 | 111,5                                                  |
| 2016                                                   | 10.162                                                 | 111,2                                                  |
| 2017                                                   | 10.256                                                 | 112,2                                                  |
| 2018                                                   | 10.326                                                 | 113,0                                                  |
| 2019                                                   | 10.361                                                 | 113,4                                                  |
| 2020                                                   | 10.324                                                 | 113,0                                                  |
| 2021                                                   | 10.279                                                 | 112,5                                                  |
| 2022                                                   | 10.258                                                 | 112,3                                                  |
| 2023                                                   | 10.348                                                 | 113,2                                                  |
| 2024                                                   | 10.396                                                 | 113,8                                                  |
| 2025                                                   | 10.377                                                 | 113,6                                                  |

## Politiek

### Structuur
De gemeente Meerhout ligt in het kieskanton Mol en het provinciedistrict Turnhout. Deze maken deel uit van het kiesarrondissement Mechelen-Turnhout en de kieskring Antwerpen.
| Meerhout         | Meerhout         | Supranationaal         | Nationaal                         | Nationaal           | Gemeenschap         | Gewest              | Provincie           | Arrondissement    | Provinciedistrict | Kanton          | Gemeente        |
| ---------------- | ---------------- | ---------------------- | --------------------------------- | ------------------- | ------------------- | ------------------- | ------------------- | ----------------- | ----------------- | --------------- | --------------- |
| Administratief   | Niveau           | Europese Unie          | België                            | België              | Vlaanderen          | Vlaanderen          | Antwerpen           | Turnhout          | Turnhout          | Turnhout        | Meerhout        |
| Administratief   | Bestuur          | Europese Commissie     | Belgische regering                | Belgische regering  | Vlaamse regering    | Vlaamse regering    | Deputatie           | Deputatie         | Deputatie         | Deputatie       | Gemeentebestuur |
| Administratief   | Raad             | Europees Parlement     | Kamer van volksvertegenwoordigers | Vlaams Parlement    | Vlaams Parlement    | Vlaams Parlement    | Provincieraad       | Provincieraad     | Provincieraad     | Provincieraad   | Gemeenteraad    |
| Kiesomschrijving | Kiesomschrijving | Nederlands Kiescollege | Kieskring Antwerpen               | Kieskring Antwerpen | Kieskring Antwerpen | Kieskring Antwerpen | Kieskring Antwerpen | Mechelen-Turnhout | Turnhout          | Mol             | Meerhout        |
| Verkiezing       | Verkiezing       | Europese               | Federale                          | Federale            | Vlaamse             | Vlaamse             | Provincieraads-     | Provincieraads-   | Provincieraads-   | Provincieraads- | Gemeenteraads-  |

### Geschiedenis

#### Lijst van Burgemeesters
| Periode | Periode      | Naam burgemeester                            |
| ------- | ------------ | -------------------------------------------- |
|         | 1808 - 1831  | Michael Coppens                              |
|         | 1831 - 1848  | Petrus Avonts                                |
|         | 1848 - 1856  | Bernard Peeters (LP)                         |
|         | 1856 - 1883  | Dominicus Dox (LP)                           |
|         | 1883 - 1886  | Charles Van Looy (LP)                        |
|         | 1886 - 1899  | Henricus Bongaerts (Kath. Partij)            |
|         | 1899 - 1908  | Norbert Beyens (Kath. Partij)                |
|         | 1908 - 1920  | Aloïs Heylen (Kath. Partij)                  |
|         | 1921 - 1941  | Auguste Joseph Adriaensen (UCB)              |
|         | 1941 - 1943  | Gustaaf Berghmans (oorlogsburgemeester, VNV) |
|         | 1943 - 1944  | Gerard Smaers (oorlogsburgemeester, VNV)     |
|         | 1944 - 1956  | Auguste Joseph Adriaensen (CVP)              |
|         | 1956 - 1964  | Jozef Sleeckx (CVP)                          |
|         | 1956 - 1964  | Gustaaf Camps (CVP)                          |
|         | 1970 - 1977  | Eugeen Janssens (BSP)                        |
|         | 1977 - 2004  | Frans Thys (CD / CVP)                        |
|         | 2004 - 2011  | André Van Genechten (CD)                     |
|         | 2012 - 2018  | Jos Engelen (CD)                             |
|         | 2019 - 2024  | Nele Geudens (CD)                            |
|         | 2024 - heden | Fons Hannes (Vooruit)                        |

#### Legislatuur 2001 - 2006
De liberalen kwamen in verdeelde slagorde aan de verkiezingen, zo was er naast de VLD-kieslijst de scheurlijst Vernieuwend Meerhout (VM) van Gaton Opdebeeck. Frans Thijs was opnieuw lijsttrekker voor de Meerhoutse Christendemocraten (CD). Schepen Theo Monsieurs kwam niet opnieuw op. CD sloot een coalitie met VLD. Naast burgemeester Frans Thijs bestond het schepencollege uit Jos Engelen, André Van Genechten, Willy Stevens (alle CD) en Felix Schraeyen (VLD). OCMW-voorzitter was Louis Das die zichzelf opvolgde in dit mandaat. In 2004 volgde Van Genechten burgemeester Thijs in dat mandaat op, Van Genechten werd op zijn beurt opgevolgd door Jef Veraghtert. Willy Stevens werd opgevolgd als schepen door Roger Verheyen.

#### Legislatuur 2007 - 2012
Bij de gemeenteraadsverkiezingen van 8 oktober 2006 behaalde de christendemocraten (CD) de kleinst mogelijke absolute meerderheid in zetels. Hierdoor ging ze alleen regeren in Meerhout. Burgemeester werd André Van Genechten, in september 2011 opgevolgd door Jos Engelen. In de oppositie zetelden sp.a, VLD en het Vlaams Belang.

#### Legislatuur 2013 - 2018
De nipte absolute meerderheid van CD wordt gebroken. Burgemeester is Jos Engelen (CD). Hij leidt een coalitie bestaande uit CD en sp.a. Samen vormen ze de meerderheid met 13 op 21 zetels.

#### Legislatuur 2019 - 2024
De coalitie van CD (verlies 2 zetels) en sp.a (°) (winst 1 zetel) blijft behouden. Burgemeester is Nele Geudens (CD). Zij leidt een meerderheid van 12 op 21 zetels.
Op 9 februari 2022 werd een collectieve constructieve motie van wantrouwen aangenomen door de gemeenteraad van Meerhout (11 stemmen voor, 7 tegen en 3 onthoudingen).
Onmiddellijk hierna werd een nieuw gemeentebestuur geïnstalleerd onder leiding van burgemeester Nele Geudens (CD). Roger Verheyen en Jan Melis (beide CD) behouden hun schepenzetel, Walter Verbraeken (N-VA) en Brigitte Peremans (Merret Anders) worden aangeduid als nieuwe schepenen binnen de bestuursploeg(°°).

#### Legislatuur 2024 - 2030
Bij de gemeenteraadsverkiezingen van 13 oktober 2024 werd het socialistische Vooruit de grootste partij in Meerhout en kreeg ze het initiatief om een coalitie te vormen. Vooruit ging in zee met N-VA Plus en het liberale MERRET, goed voor 11 van de 21 zetels in de gemeenteraad. Fons Hannes (Vooruit) werd burgemeester.

#### Resultaten gemeenteraadsverkiezingen sinds 1976
| Partij of kartel     | Partij of kartel                        | 10-10-1976 | 10-10-1976 | 10-10-1982 | 10-10-1982 | 9-10-1988 | 9-10-1988 | 9-10-1994 | 9-10-1994 | 8-10-2000 | 8-10-2000 | 8-10-2006 | 8-10-2006 | 14-10-2012 | 14-10-2012 | 14-10-2018 | 14-10-2018 | 13-10-2024 | 13-10-2024 |
| Stemmen / Zetels     | Stemmen / Zetels                        | %          | 19         | %          | 19         | %         | 19        | %         | 21        | %         | 21        | %         | 21        | %          | 21         | %          | 21         | %          | 21         |
| -------------------- | --------------------------------------- | ---------- | ---------- | ---------- | ---------- | --------- | --------- | --------- | --------- | --------- | --------- | --------- | --------- | ---------- | ---------- | ---------- | ---------- | ---------- | ---------- |
|                      | CD1/ CVP2                               | 48,761     | 11         | 46,531     | 9          | 43,922    | 9         | 48,541    | 11        | 36,681    | 9         | 42,851    | 11        | 37,431     | 9          | 29,51      | 7          | 30,91      | 7          |
|                      | PVV1/ KARTELA/ VLD2/ Open Vld3/ Merret4 | 20,461     | 4          | 31,49A     | 6          | 22,121    | 4         | 26,42     | 5         | 17,992    | 4         | 17,822    | 3         | 11,953     | 2          | 13,64      | 2(°°)      | 7,54       | 1          |
|                      | SP1/ KARTELA/ sp.a2/ Vooruit3           | 18,851     | 4          | 31,49A     | 6          | 17,071    | 3         | 25,061    | 5         | 18,481    | 4         | 17,912    | 4         | 17,382     | 4          | 21,42      | 5(°)       | 34,03      | 8          |
|                      | Vlaams Blok1/ Vlaams Belang2            | -          |            | -          |            | -         |           | -         |           | 12,11     | 2         | 14,522    | 3         | 9,742      | 1          | 18,22      | 4          | 15,12      | 3          |
|                      | N-VA                                    | -          |            | -          |            | -         |           | -         |           | -         |           | 2,41      | 0         | 23,50      | 5          | 17,2       | 3(°°)      | 12,6       | 2          |
|                      | Agalev1/ Groen!2                        | -          |            | -          |            | -         |           | -         |           | 7,981     | 1         | 4,502     | 0         | -          |            | -          |            | -          |            |
|                      | Vernieuwend Meerhout                    | -          |            | -          |            | -         |           | -         |           | 6,76      | 1         | -         |           | -          |            | -          |            | -          |            |
|                      | VU                                      | 4,77       | 0          | 21,98      | 4          | 16,89     | 3         | -         |           | -         |           | -         |           | -          |            | -          |            | -          |            |
|                      | MB                                      | 7,16       | 0          | -          |            | -         |           | -         |           | -         |           | -         |           | -          |            | -          |            | -          |            |
| Totaal stemmen       | Totaal stemmen                          | 5931       | 5931       | 6294       | 6294       | 6645      | 6645      | 6826      | 6826      | 6946      | 6946      | 7326      | 7326      | 7384       | 7384       | 7553       | 7553       | 5311       | 5311       |
| Opkomst %            | Opkomst %                               |            |            |            |            | 97,29     | 97,29     | 95,88     | 95,88     | 95,06     | 95,06     | 95,69     | 95,69     | 93,04      | 93,04      | 93,5       | 93,5       | 66,1       | 66,1       |
| Blanco en ongeldig % | Blanco en ongeldig %                    | 3,42       | 3,42       | 4,64       | 4,64       | 4,77      | 4,77      | 7,11      | 7,11      | 6,15      | 6,15      | 5,87      | 5,87      | 4,79       | 4,79       | 4,7        | 4,7        | 0,4        | 0,4        |

De zetels van de gevormde coalitie staan vetjes afgedrukt. De grootste partij is in kleur.

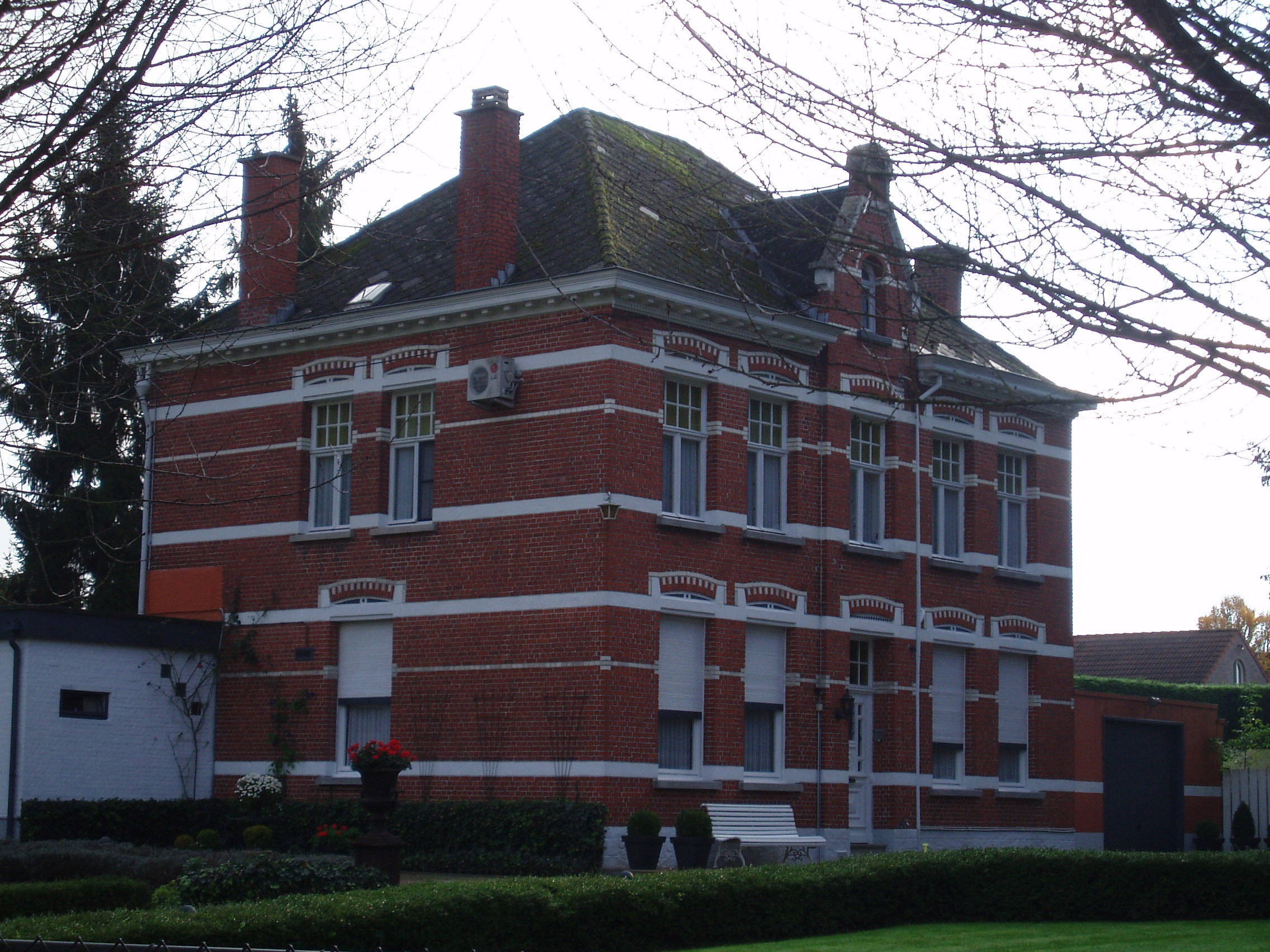
Villa Watermolen

## Cultuur

### Inwoners
- Door lokale inwoners wordt Meerhout ook weleens Merret genoemd.
- Het ouderlijk huis van chansonnier Zjef Vanuytsel staat op de Meerhoutse Weversberg. In 2022 werd er een standbeeld van hem geplaatst.[15]

### Evenementen
- Het dorpsfeest, "de kattenfeesten", genoemd naar de inwoners van Meerhout, wordt elk jaar de derde week van augustus op het marktplein gehouden.
- In april wordt jaarlijks (tot 2019) het Groezrock-festival georganiseerd. In de enkele jaren is het festival gegroeid van een klein feest voor 400 bezoekers, tot een 2-daags internationaal punk-, hardcore- en skafestival met ruim 32.000 bezoekers uit heel Europa. Als vroegste rockfestival opent Groezrock het Belgische rockfestivalseizoen.

## Religie en levensbeschouwing

### Katholieke kerk
De parochies van Meerhout vormen samen met deze van Laakdal de pastorale eenheid Heilige Norbertus die op haar beurt deel uitmaakt van het dekenaat Zuiderkempen van het Bisdom Antwerpen.

## Mobiliteit

### Wandel- en fietsroutes
- Diverse wandel- en fietsroutes zijn uitgezet, onder meer langs de Grote Nete en door de bosgebieden in de omgeving. Deze wandelingen starten op het marktplein en aan de watermolen.

## Sport

### Evenementen
De laatste zondag van mei wordt in Meerhout jaarlijks de Super Prestige Triatlon gehouden.
Het tweede weekend van november is het jaarlijks op zondag Gestel kermis.

### Verenigingen
Na het samengaan van FC Verbroedering Meerhout met FC Verbroedering Geel is er nog maar één voetbalploeg actief in competitieverband: K. Berg en Dal V.V. in de provinciale competitie. Ook is er de turn- en dansclub Volharding.